# The Toll of the Sea
The Toll of the Sea es una película dramática muda estadounidense de 1922 dirigida por Chester M. Franklin, producida por Technicolor Motion Picture Corporation, estrenada por Metro Pictures y protagonizada por Anna May Wong en su primer papel protagonista. La película fue escrita por Frances Marion y dirigida por Chester M. Franklin (hermano del director Sidney Franklin), con los papeles principales interpretados por Wong y Kenneth Harlan. La trama era una variación de la historia de Madama Butterfly, ambientada en China en lugar de Japón.
La película fue el segundo largometraje en Technicolor (después de The Gulf Between, de 1917), y el primer largometraje en color de Technicolor que no requería un proyector especial para su proyección.
La película se estrenó el 26 de noviembre de 1922 en el Rialto Theatre de la ciudad de Nueva York y se estrenó en libertad general el 22 de enero de 1923.

## Trama

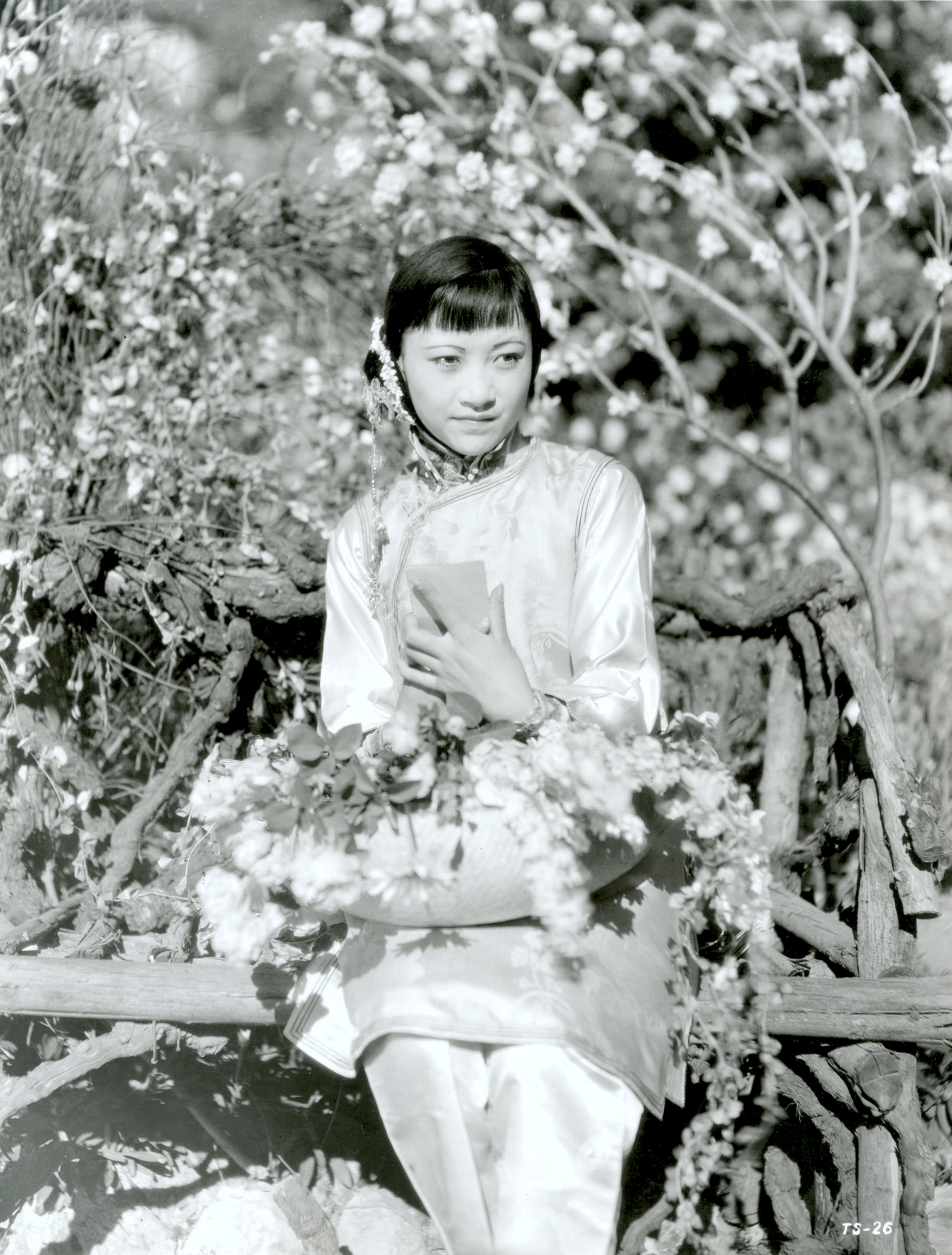
Anna May Wong en el set de The Toll of the Sea

En 1919, una joven china, Lotus Flower, ve a un hombre inconsciente flotando en el agua a la orilla del mar, y rápidamente consigue ayuda para él. El hombre es Allen Carver, un estadounidense. Pronto se enamoran y se casan "a lo chino". Carver promete llevársela con él cuando vuelva a casa. Los chismosos chinos le advierten de que se irá sin ella, y uno afirma que ha sido olvidada por cuatro maridos estadounidenses, pero Lotus Flower no les cree. Sin embargo, los amigos de Carver le disuaden de cumplir su promesa, y regresa solo a Estados Unidos.
Lotus Flower da a luz a un hijo, al que llama Allen en honor a su padre. Cuando Allen, ya mayor, regresa por fin a China, Lotus Flower se llena de alegría. Se viste con su elaborado traje de novia chino para recibirle. Sin embargo, le acompaña su esposa estadounidense, Elsie. Allen le ha hablado a Elsie de Lotus Flower, y es Elsie quien convence a su marido para que le cuente a Lotus Flower la verdadera situación. Cuando llevan al niño a ver a su padre, Lotus Flower finge que es hijo de sus vecinos estadounidenses. Más tarde, sin embargo, le confía la verdad a Elsie y le pide que se lleve al niño a América. Le dice al niño que Elsie es su verdadera madre. Después de que Elsie se lleve al niño con ella, Lotus Flower dice: "Oh, Sea, now that life has been emptied I come to pay my great debt to you". A continuación se muestra la puesta de sol sobre el agua, y se da a entender que Lotus Flower se ahoga.

## Reparto
- Anna May Wong como Lotus Flower
- Kenneth Harlan como Allen Carver
- Beatrice Bentley como Barbara 'Elsie' Carver
- Priscilla Moran como Little Allen (acreditada como Baby Moran)
- Etta Lee como chismosa
- Ming Young como chismosa

## Producción
Debido a que la cámara Technicolor dividía la imagen del objetivo en dos haces para exponer dos fotogramas de la película simultáneamente a través de filtros de color, y al doble de los fotogramas normales por segundo, se requerían niveles de iluminación mucho más elevados. Todas las escenas de The Toll of the Sea se rodaron bajo "luz natural" y en exteriores, con la única escena "interior" rodada a la luz del sol bajo una sábana de muselina.

## Recepción
Variety describió a Wong como "extraordinariamente fina" y "una exquisita llorona sin glicerina". The New York Times, dijo que era "naturalmente china" y triunfó en un papel difícil, y que "debería ser vista una y otra vez en el cine". Photoplay se refirió a su "piel clara, pelo rubio dorado suave y ojos castaño oscuro de aspecto juvenil". En Inglaterra, los críticos la elogiaron por "llevar prácticamente el peso de la película", y señalaron que su interpretación se había realizado con "la contención y la sutileza que sólo un verdadero artista puede alcanzar".

## Estado de preservación

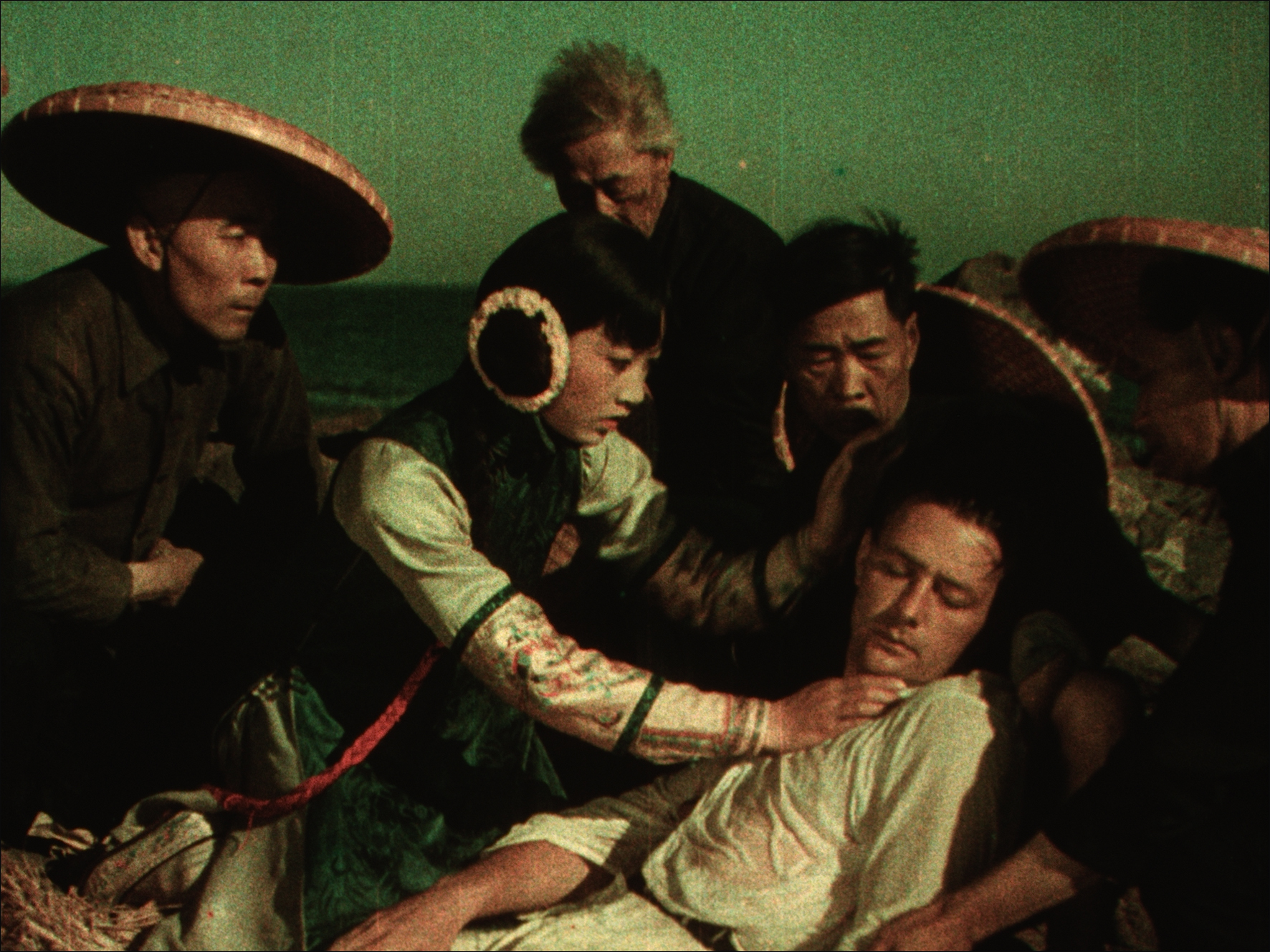
Allen Carver es rescatado del mar

La película, que se creía perdida, fue restaurada en 1985 por el UCLA Film and Television Archive, bajo la supervisión de Robert Gitt y Peter Comandini, a partir del negativo de cámara original en película de nitrato de 35 mm. Como faltaban las dos últimas bobinas, Gitt y Comandini utilizaron "una cámara Technicolor bicolor original" para rodar una puesta de sol en una playa de California, "tal y como debió de ser el cierre original de la película".

## Medios de comunicación
La versión restaurada está disponible como uno de los títulos incluidos en la caja de 4 DVD Treasures from American Film Archives, 50 Preserved Films.

## Google Doodle
El 22 de enero de 2020, un Google Doodle le rindió homenaje a Anna May Wong, conmemorando el 97th aniversario del día que se estrenó The Toll of the Sea.